# CS Progym Gheorgheni
CS Progym Gheorgheni – rumuński klub hokeja na lodzie z siedzibą w Gheorgheni.

## Historia
- Gyergyószentmiklósi Korcsolya Egylet (1949–1952)
- Spartak Gheorgheni (1952)
- Progresul Gheorgheni (1950er−1961)
- Avântul Gheorgheni (1961–1984)
- Viitorul Gheorgheni (1984–1991)
- CS Progym Gheorgheni (1994–2018)

Klub został założony w 1949. W sezonie 2008/2009 drużyna występowała w węgiersko-rumuńskich rozgrywkach MOL Liga.
W 2018 powstał w mieście klub Gyergyói HK.

## Sukcesy
- Srebrny medal mistrzostw Rumunii: 2002, 2022
- Brązowy medal mistrzostw Rumunii: 1999, 2004, 2005, 2006, 2014, 2015